# Андреа Марін
Андреа Марін (22 грудня 1974, Роман) — румунська телеведуча. Андреа Марін була ведучою Дитячого пісенного конкурсу Євробачення 2006. Андреа — Посол доброї волі ЮНІСЕФ.

## Раннє життя та кар'єра
Під час навчання в коледжі вона вивчала журналістику, зв’язки з громадськістю та рекламу, комп’ютерне програмування та математику та фізику. Вона дебютувала в 1994 році на TVR Iași як ведуча.